# Sceloporus macdougalli
Sceloporus macdougalli là một loài thằn lằn trong họ Phrynosomatidae. Loài này được Smith & Bumzahem mô tả khoa học đầu tiên năm 1953.